# Arnold Leonhard Cloetta

Arnold Leonhard Cloetta

Arnold Leonhard Cloetta (* 27. April 1828 in Triest; † 11. Februar 1890 in Lugano) war ein Pathologe und Pharmakologe.
Er studierte an den Universitäten in Zürich, Würzburg, Wien, Berlin und Paris. 1851 promovierte er an der Universität Zürich mit der Arbeit Diffusionsversuche durch Membranen mit zwei Salzen. Ab 1854 war er praktischer Arzt. 1857 wurde er in Zürich Professor für gerichtliche Medizin und allgemeine Pathologie und 1870 Professor für Arzneimittellehre.
Er heiratete Maria Locher. Nach zwei Töchtern wurde am 21. Juli 1868 in Zürich ihr Sohn Max Cloëtta geboren.

## Werke
- Diffusionsversuche durch Membranen mit zwei Salzen. Diss. med. Zürich 1851 (Digitalisat)
- Lehrbuch der Arzneimittellehre und Arzneiverordnungslehre / von Arnold Cloetta. -
  - 2. Aufl. – Freiburg i.B : Mohr, 1883. Digitalisierte Ausgabe der Universitäts- und Landesbibliothek Düsseldorf
  - 10., teilw. völlig neu bearb. Aufl. – Tübingen : Mohr, 1901. Digitalisierte Ausgabe der Universitäts- und Landesbibliothek Düsseldorf